# مارينا 101
مارينا 101 هي ناطحة سحاب في دبي، الإمارات العربية المتحدة، تقع في منطقة مرسى دبي. تتكون من 101 طابقًا ويبلغ ارتفاعها 425 مترًا (1394 قدمًا)، وهي ثاني أطول مبنى في دولة الإمارات العربية المتحدة بعد برج خليفة. اعتبارًا من عام 2022، يحتل برج مارينا 101 أيضًا المرتبة 32 كأطول مبنى في العالم ويفور مزيجا من الشقق السكنية والشقق الفندقية.

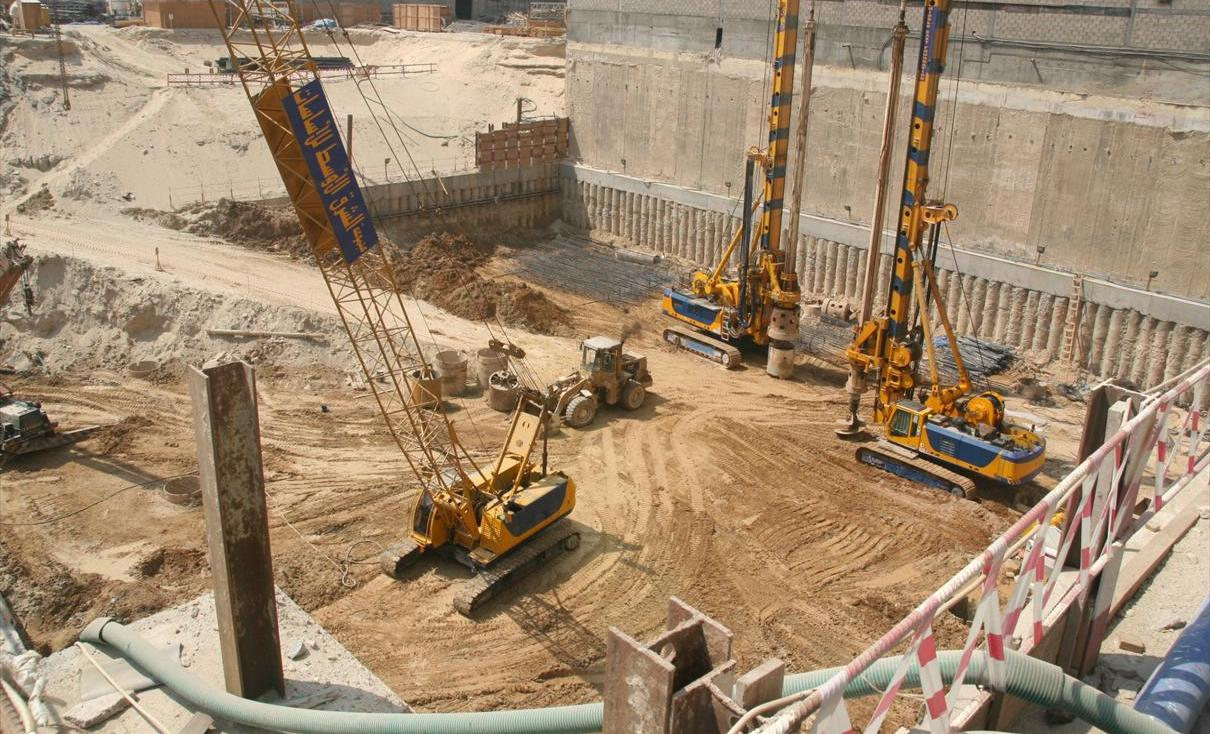
بداية الإنشاء عام 2007

الطوابق 33 الأولى من ناطحة سحاب هي فندق من فئة 5 نجوم، في حين أن الطوابق من 34-100 هي شقق سكنية. صُمم المبنى من قبل مكتب الهندسة الوطنية ويتولى البناء تكتل تاف للإنشاءات التركية.
يتميز البرج بقربه من الشوارع الرئيسية ووسائل النقل العام وبكونه صديقاً للحيوانات الأليفة

## التصميم
صممت الطوابق الـ 33 الأولى من ناطحة السحاب لاستضافة فندق هارد روك من فئة 5 نجوم الذي يضم 281 غرفة، بينما تحتوي الطوابق من 34 إلى 100 على شقق سكنية. وبصرف النظر عن المطاعم الخمسة في برج الفندق، هناك 252 شقة بغرفة نوم واحدة، و204 شقة بغرفتي نوم، و42 شقة بثلاث غرف نوم، بالإضافة إلى 6 شقق بنتهاوس دوبلكس من الطابق 97 إلى الطابق 100. يضم الطابق 101 من ناطحة السحاب صالة نادي ومطعمًا ومتجر Rock Shop للبضائع.

## وصلات خارجية
مارينا 101